# Saint Louis Suns United
Saint Louis Suns United is een voetbalclub uit de Seychellen uit de hoofdstad Victoria.

## Palmares
- Seychelles League

Winnaars (14) : 1979, 1980, 1981, 1983, 1985, 1986, 1987, 1988, 1989, 1990, 1991, 1992, 1994, 1995
- Beker van de Seychellen

Winnaars (3) : 1988,2000,2003